# Aéroport de Binga
L’Aéroport de Binga (ICAO : FZGE) est un aéroport de République démocratique du Congo desservant la localité de Binga, chef-lieu du territoire de Lisala dans la province de la Mongala.
La piste est située juste au sud de la localité. 

## Situation
| Bandundu Basango Mboliasa Bunia Gbadolite Gemena Goma Ilebo Kalemie Kananga Kikwit Kindu Kinshasa-Ndjili Kinshasa-N'Dolo Kisangani Kolwezi Lodja Lubumbashi Matari Matadi Mbandaka Mbuji Mayi Nioki Tshikapa Tshumbe |